# Ernesto I di Sassonia-Altenburg
Ernesto I Federico Paolo Giorgio Nicola, Duca di Sassonia-Altenburg (Hildburghausen, 16 settembre 1826 – Altenburg, 7 febbraio 1908), fu duca di Sassonia-Altenburg.

## Biografia
Egli era il figlio maggiore di Giorgio di Sassonia-Altenburg e di Maria di Meclemburgo-Schwerin e succedette al padre come Duca di Sassonia-Altenburg alla di lui morte, nel 1853.
Nel 1845 iniziò la sua carriera militare a Breslavia e poi entrò nel servizio prussiano. Mentre visitò la cugina Alexandra, ha incontrato lo zar Alessandro II, con il quale stringe amicizia. Dopo la fine degli studi presso l'Università di Lipsia, venne promosso a tenente del 1º Reggimento prussiano della guardia a piedi a Potsdam.

## Matrimonio
Poco dopo la sua nomina a maggiore, egli sposò a Dessau, il 28 aprile 1853, Agnese di Anhalt, figlia di Leopoldo IV di Anhalt-Dessau, da cui ebbe due figli:
- Maria Federica Leopoldina Giorgina Augusta Alessandra Elisabetta Teresa Giuseppina Elena Sofia (1854-1898), sposò il Principe Alberto di Prussia.
- Giorgio Leopoldo Ernesto Giuseppe Alessandro Federico Luigi Giovanni Alberto (nato e morto nel febbraio del 1856)

## Duca di Sassonia-Altenburg
Suo padre morì il 3 agosto 1853, diventando duca di Sassonia-Altenburg. Ha semplificato l'amministrazione statale e Altenburg divenne, sotto il suo governo, una grande città industriale.
Il 16 febbraio 1855 venne nominato generale dell'esercito prussiano. Allo scoppio della guerra tedesca tra la Prussia e l'Austria, egli si alleò con la Prussia.

## Morte
Ernesto morì senza eredi maschi diretti; per questo, gli succedette il nipote, Ernesto, figlio di suo fratello Maurizio

## Posizioni militari onorarie
| Forza militare                     | Unità              | Posizione           |
| ---------------------------------- | ------------------ | ------------------- |
| Forze armate del Regno di Sassonia | Esercito sassone   | Colonnello generale |
| Forze armate del Regno di Prussia  | Esercito prussiano | Colonnello generale |

## Albero genealogico
|                                           |                                              |                                             | Genitori                                               |  |  | Nonni |  |  | Bisnonni                                        |  |  | Trisnonni                                      |  |
|                                           |                                              |                                             |                                                        |  |  |       |  |  | Ernesto Federico III di Sassonia-Hildburghausen |  |  | Ernesto Federico II di Sassonia-Hildburghausen |  |
|                                           |                                              |                                             |                                                        |  |  |       |  |  | Ernesto Federico III di Sassonia-Hildburghausen |  |  | Ernesto Federico II di Sassonia-Hildburghausen |  |
|                                           |                                              | Carolina di Erbach-Fürstenau                |                                                        |  |  |       |  |  | Ernesto Federico III di Sassonia-Hildburghausen |  |  |                                                |  |
| Federico di Sassonia-Altenburg            |                                              |                                             |                                                        |  |  |       |  |  | Ernesto Federico III di Sassonia-Hildburghausen |  |  |                                                |  |
|                                           |                                              | Ernestina Augusta di Sassonia-Weimar        | Ernesto Augusto I di Sassonia-Weimar                   |  |  |       |  |  |                                                 |  |  |                                                |  |
|                                           |                                              | Ernestina Augusta di Sassonia-Weimar        | Ernesto Augusto I di Sassonia-Weimar                   |  |  |       |  |  |                                                 |  |  |                                                |  |
|                                           |                                              | Ernestina Augusta di Sassonia-Weimar        | Sofia Carlotta di Brandeburgo-Bayreuth                 |  |  |       |  |  |                                                 |  |  |                                                |  |
| Giorgio di Sassonia-Altenburg             |                                              | Ernestina Augusta di Sassonia-Weimar        |                                                        |  |  |       |  |  |                                                 |  |  |                                                |  |
|                                           |                                              | Carlo II di Meclemburgo-Strelitz            | Carlo Ludovico Federico di Meclemburgo-Strelitz        |  |  |       |  |  |                                                 |  |  |                                                |  |
|                                           |                                              | Carlo II di Meclemburgo-Strelitz            | Carlo Ludovico Federico di Meclemburgo-Strelitz        |  |  |       |  |  |                                                 |  |  |                                                |  |
|                                           |                                              | Carlo II di Meclemburgo-Strelitz            | Elisabetta Albertina di Sassonia-Hildburghausen        |  |  |       |  |  |                                                 |  |  |                                                |  |
| Carlotta di Meclemburgo-Strelitz          |                                              | Carlo II di Meclemburgo-Strelitz            |                                                        |  |  |       |  |  |                                                 |  |  |                                                |  |
|                                           |                                              | Federica Carolina Luisa d'Assia-Darmstadt   | Giorgio Guglielmo d'Assia-Darmstadt                    |  |  |       |  |  |                                                 |  |  |                                                |  |
|                                           |                                              | Federica Carolina Luisa d'Assia-Darmstadt   | Giorgio Guglielmo d'Assia-Darmstadt                    |  |  |       |  |  |                                                 |  |  |                                                |  |
|                                           |                                              | Federica Carolina Luisa d'Assia-Darmstadt   | Maria Luisa Albertina di Leiningen-Dagsburg-Falkenburg |  |  |       |  |  |                                                 |  |  |                                                |  |
| Ernesto I di Sassonia-Altenburg           |                                              | Federica Carolina Luisa d'Assia-Darmstadt   |                                                        |  |  |       |  |  |                                                 |  |  |                                                |  |
|                                           | Federico Francesco I di Meclemburgo-Schwerin | Luigi di Meclemburgo-Schwerin               |                                                        |  |  |       |  |  |                                                 |  |  |                                                |  |
|                                           | Federico Francesco I di Meclemburgo-Schwerin | Luigi di Meclemburgo-Schwerin               |                                                        |  |  |       |  |  |                                                 |  |  |                                                |  |
|                                           | Federico Francesco I di Meclemburgo-Schwerin | Carlotta Sofia di Sassonia-Coburgo-Saalfeld |                                                        |  |  |       |  |  |                                                 |  |  |                                                |  |
| Federico Ludovico di Meclemburgo-Schwerin | Federico Francesco I di Meclemburgo-Schwerin |                                             |                                                        |  |  |       |  |  |                                                 |  |  |                                                |  |
|                                           |                                              | Luisa di Sassonia-Gotha-Altenburg           | Giovanni Augusto di Sassonia-Gotha-Altenburg           |  |  |       |  |  |                                                 |  |  |                                                |  |
|                                           |                                              | Luisa di Sassonia-Gotha-Altenburg           | Giovanni Augusto di Sassonia-Gotha-Altenburg           |  |  |       |  |  |                                                 |  |  |                                                |  |
|                                           |                                              | Luisa di Sassonia-Gotha-Altenburg           | Luisa di Reuß-Schleiz                                  |  |  |       |  |  |                                                 |  |  |                                                |  |
| Maria di Meclemburgo-Schwerin             |                                              | Luisa di Sassonia-Gotha-Altenburg           |                                                        |  |  |       |  |  |                                                 |  |  |                                                |  |
|                                           |                                              | Paolo I di Russia                           | Pietro III di Russia                                   |  |  |       |  |  |                                                 |  |  |                                                |  |
|                                           |                                              | Paolo I di Russia                           | Pietro III di Russia                                   |  |  |       |  |  |                                                 |  |  |                                                |  |
|                                           |                                              | Paolo I di Russia                           | Caterina II di Russia                                  |  |  |       |  |  |                                                 |  |  |                                                |  |
| Elena Pavlovna Romanova                   |                                              | Paolo I di Russia                           |                                                        |  |  |       |  |  |                                                 |  |  |                                                |  |
|                                           |                                              | Sofia Dorotea di Württemberg                | Federico II Eugenio di Württemberg                     |  |  |       |  |  |                                                 |  |  |                                                |  |
|                                           |                                              | Sofia Dorotea di Württemberg                | Federico II Eugenio di Württemberg                     |  |  |       |  |  |                                                 |  |  |                                                |  |
|                                           |                                              | Sofia Dorotea di Württemberg                | Federica Dorotea di Brandeburgo-Schwedt                |  |  |       |  |  |                                                 |  |  |                                                |  |
|                                           |                                              | Sofia Dorotea di Württemberg                |                                                        |  |  |       |  |  |                                                 |  |  |                                                |  |